# 行田哲夫
行田 哲夫（ぎょうだ てつお、1932年8月6日 - ）は日本の写真家。

## 人物
長野県諏訪郡永明村（現茅野市）生まれ。長野県永明高等学校を経て、日本大学芸術学部映画学科中退。1955年学習研究社入社。社会部カメラマンから映画部に転じる。1961年退社しフリーランスとなる。

## 著書
- 田中光常; 行田哲夫 (1970), 動物家族, 朝日新聞社
- 串田孫一; NPS; 栗林慧; 埴 沙萠; 吉野信; 木原和人; 行田哲夫; 坂水健祐; 嶋田忠; 宮崎学 (1975), 光の五線譜, ネイチャー・ブックス
- 信州哺乳類研究会; 行田哲夫 (1978), 長野県動物図鑑, 信濃毎日新聞社
- 行田哲夫; 竹田津実 (1983), 北国の動物たち, The series:nature photo book, 新峰社, ISBN 4915549054

## 映画
- 学習研究社映画部 (1959), あさりの観察（17分・16mm・白黒）, 学習映画大系シリーズ, (監)(脚)石川茂樹(製)古岡勝(撮)行田哲夫(音)斉藤高順(解)高橋和枝, 学習研究社 2013年6月2日閲覧。